# Национална олимпиада по информатика
Националната олимпиада по информатика e ежегодна олимпиада по състезателно програмиране за ученици между четвърти и дванадесети клас. Провежда се в три кръга – общински, областен и национален.
Учениците се състезават в пет възрастови групи: група А (XI–XII клас), B (IX–X клас), C (VII–VIII клас), D (VI клас) и E (IV–V клас). Олимпиадата се провежда присъствено, където състезателите решават задачи от алгоритмичен характер като създават компютърна програма на езика C++. Резултатите от националната олимпиада по информатика, комбинирани с други състезания се използват за определяне на националния отбор за Международната олимпиада по информатика.

## История
Първата Национална олимпиада по информатика е организирана през 1985 от Екипа за извънкласна работа на Съюза на математиците в България , съвместно с Министерството на образованието и науката. Историята на Националната олимпиада по информатика в България е тясно свързана с историята на Международната олимпиада по информатика .